# Vaucogne
Vaucogne är en kommun i departementet Aube i regionen Grand Est (tidigare regionen Champagne-Ardenne) i nordöstra Frankrike. Kommunen ligger  i kantonen Ramerupt som ligger i arrondissementet Troyes. År 2022 hade Vaucogne 71 invånare.

## Befolkningsutveckling
Antalet invånare i kommunen Vaucogne
Referens: INSEE